# Stanisław Maciątek

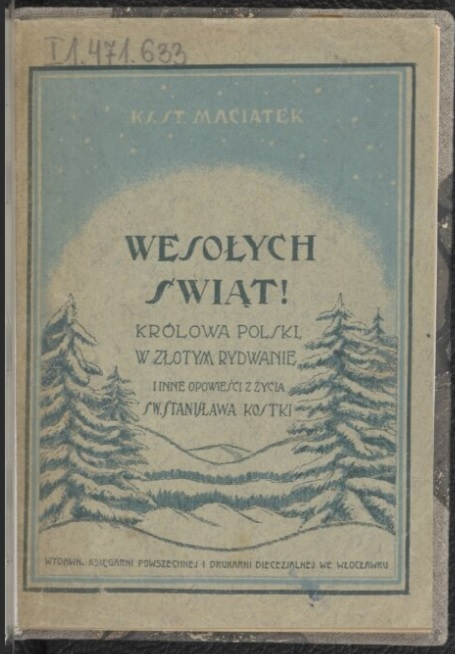
Książka ks. Stanisława Maciątka „Wesołych świąt…”, wydanie z roku 1924.

Stanisław Paweł Maciątek (ur. 11 grudnia 1889 we Siennicy, zm. 27 czerwca 1940 w Sachsenhausen) – polski duchowny katolicki, więzień niemieckich obozów koncentracyjnych w czasie II wojny światowej, działacz społeczny.

## Życiorys
Urodził się w wielodzietnej rodzinie Jana i Eleonory z Brzezińskich, we wsi Siennica należącej do parafii Nasielsk, diecezji płockiej. Rodzice byli rolnikami.
Uczęszczał do szkoły wiejskiej we Wronowie. Tam również przystąpił do I Komunii św. Naukę kontynuował w gimnazjum w Warszawie. Po ukończeniu piątej klasy tejże szkoły, w 1906 r., wstąpił do płockiego Seminarium Duchownego. We wrześniu 1907 r. przyjęto go do zakonu Jezuitów. W 1913 r. ukończył gimnazjum klasyczne w Chyrowie. Studia filozoficzno-teologiczne zakończył tytułem licencjata.
8 lutego 1920 r. (w Starej Wsi) przyjął święcenia kapłańskie z rąk biskupa Karola Fischera. Pracował w Krakowie, Dziedzicach i Chyrowie. Zakon opuścił w 1923 r. Wrócił do pracy w diecezji. Został wikariuszem w kościele farnym w Płocku, a pod koniec czerwca 1924 r. otrzymał nominację na wykładowcę literatury polskiej w tamtejszym liceum diecezjalnym. Pełnił posługę kapłańską w Baranowie i Czerwińsku. Następnie był wikarym w parafiach w Kobylinie, Małym Płocku, Suwałkach i w Bargłowie (diecezja łomżyńska). Administrował w parafii w Mikaszówce (od 1934 r.), a od 1 września 1937 r. został proboszczem w Wiżajnach Andrzej Jaśkiewicz w monografii „Dzieje Wiżajn” pisał, iż: Ksiądz Maciątek jeszcze przed wojną znany był w okolicy z tego, iż jawnie i w sposób bezpośredni wypowiadał się o Niemcach i ich przywódcy Adolfie Hitlerze. Porównywał faszystów do barbarzyńców. Widział wielkie zagrożenie w tworzących się bojówkach na terenie Wiżajn i kierował petycje do władz, aby podjęły stanowcze działania zmierzające do ich zlikwidowania.
Po wybuchu II wojny światowej, już w październiku 1939 r., ks. Maciątek został aresztowany i osadzony najpierw w areszcie w Domu Parafialnym (Wiżajny), potem zaś przewieziony do Suwałk, gdzie przebywał do 14 listopada 1939 r. Kolejne aresztowanie miało miejsce w marcu 1940 r. Kapłan pod eskortą ponownie trafił do suwalskiego więzienia.Wkrótce zwolniony, musiał na stałe opuścić probostwo w Wiżajnach. Udał się do Mikaszówki, gdzie 6 kwietnia 1940 r. aresztowano go razem z tamtejszym proboszczem Stanisławem Konstantynowiczem (aresztowania odbywały się w ramach operacji „Intelligenzaktion”). Z suwalskiego więzienia, w dniu 17 kwietnia 1940 r., wywieziono go do obozu koncentracyjnego KL Soldau (Działdowo), skąd w maju 1940 r. razem z innymi osadzonymi trafił do KL Sachsenhausen (Austria).
Zmarł 27 czerwca 1940 r. w Sachsenhausen – bezpośrednią przyczyną śmierci było zapalenie płuc. Został pochowany w grobie zbiorowym U2, nr urny 0072. Numer obozowy ks. Stanisława Maciątka to 23604.

## O twórczości literackiej
Ks. Stanisław Maciątek w latach 1922–1923 redagował „Kalendarz Serca Jezusowego” będący rocznikiem Apostolstwa Modlitwy. Lekkość pióra i zdolności literackie sprawiły, iż jego artykuły teologiczno-literackie publikowano na łamach „Przeglądu Katolickiego”. Pisał również nowele, opowiadania i poezję religijną. Tłumaczył teksty z języka francuskiego i włoskiego. Używał pseudonimu Jan Czar, a także kryptonimów: Ks. S. P. M., M. S., M. S. P., St. M., X. S. P. M., A. B.

## Publikacje własne i tłumaczenia (w układzie alfabetycznym)
- Biją dzwony…: rozważania religijno-moralne, Łomża [1937].
- Dzieje kobiety, Katowice 1935.
- Na Sobór Watykański: list otwarty do całego Kościoła, Warszawa [1924].
- Oblubienica Chrystusowa, Kraków 1924.
- Program ubogich, Ostrołęka; Małkinia [1926].
- Rwijmy, rwijmy śliczne róże: poezje, Katowice 1932.
- Uwielbia dusza moja Pana: poezje religijne, Płock 1923.
- W ręce Ojca, Warszawa 1930.
- Wanda Malczewska, Warszawa 1934.
- Wesołych świąt: Królowa Polski – W złotym rydwanie i inne opowieści z życia św. Stanisława Kostki, Włocławek 1924.
- Z księgi pielgrzyma, Warszawa 1931.
- Za mało żniwiarzy, Warszawa 1932.
- Żywot ks. Bronisława Markiewicza założyciela zakładów wychowawczych dla sierot i opuszczonej młodzieży, Kraków 1934.

## Ciekawostki
- Ks. Stanisław Maciątek pełnił posługę jako spowiednik błogosławionej Anieli Salawy. Po latach kapłan tak wspominał: Wziąłem do ręki jej notatnik, na każdej stronicy po prostu pełen Boga… Naprawdę, że ja – smarkaty wówczas ksiądz, świeżo po święceniach, nie umiałem docenić należycie jak wielką łaskę rozlewała na życie moje Anielka. Ja bym powinien był jej stopy całować, bom grzesznik, a ona była świętą. Anielciu! wspomnij na mnie i módl się za niegodnym ojcem duszy, świętej duszy Twojej[7].
- Andrzej Jaśkiewicz w swoim artykule poświęconym pamięci ks. Maciątka pisał, iż kapłan był autorem polskich słów pieśni „Po górach, dolinach…”. Według Jaśkiewicza została ona specjalnie napisana na uroczystość związaną z przybyciem (maj 1939 r.) do Wiżajn kopii obrazu Matki Boskiej Ostrobramskiej[8].